# Overschie bij maneschijn
Overschie bij maneschijn is een schilderij van de Nederlandse kunstschilder Johan Barthold Jongkind, geschilderd in 1871, olieverf op doek, 22 x 27,5 centimeter. Het toont een rivierlandschap bij maneschijn met op de achtergrond de kerktoren van Overschie. Het werk bevindt zich thans in de collectie van het Rijksmuseum Amsterdam.

## Context
Jongkind woonde en werkte een groot deel van zijn leven in Frankrijk. Vanaf 1861 vestigde hij zich definitief in Parijs, waar hij een studio had en bevriend raakte met gerenommeerde schilders als Claude Monet en Alfred Sisley. Hij wordt beschouwd als een belangrijke voorloper van het impressionisme.
Tot 1869 zou Jongkind nog veelvuldig terug reizen naar Nederland, waar hij veel tekeningen en aquarellen maakte die later als voorstudie zouden dienen voor zijn olieverfschilderijen. Na 1869 zou hij zijn vaderland nooit meer bezoeken, maar op basis van zijn studies zou hij nog tot aan het einde van zijn leven Hollandse landschappen blijven schilderen. De vraag naar Hollandse werken was toentertijd erg groot in Parijs. Ook diverse impressionisten maakten in die periode studiereizen naar Nederland.

## Afbeelding
Jongkind schilderde Overschie bij maneschijn in 1871 in zijn Parijse atelier op basis van een eerdere schets. Het is een relatief klein doek en toont een rivierlandschap bij nacht. Op de achtergrond is de karakteristieke kerktoren van Overschie te zien, op de voorgrond rechts ligt een aangemeerde schuit met gestreken zeilen en twee figuren. Jongkinds kenmerkende vibrerende penseelgebruik is vooral te zien in de bomen, de struiken en de nachtelijke lucht. De in het water weerspiegelende maan doet denken aan latere werken van Monet, die een groot bewonderaar was van Jongkind, zoals hij meer vroege impressionisten ten voorbeeld zou zijn.
Jongkind maakte begin jaren 1870 meer schilderijen naar hetzelfde thema, waarschijnlijk omdat dit type schilderijen 'goed in de markt lag'. Als schilder had hij een hoge productie. Sommige van zijn werken laten een duidelijk routinematige indruk achter, maar Overschie bij maneschijn wordt algemeen beschouwd als een van zijn hoogtepunten in dit genre.

## Eigenaars

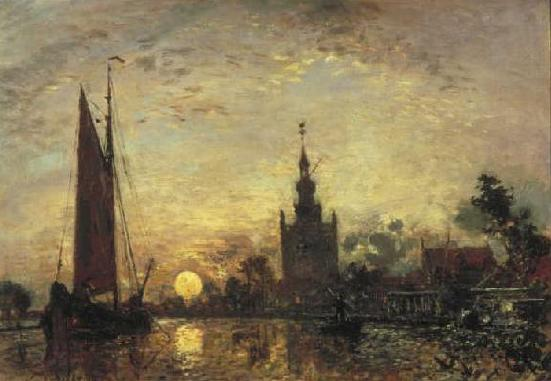
Zonsondergang bij Overschie, 1867, ander schilderij met hetzelfde thema

Overschie bij maneschijn bevond zich in 1922 in het legaat van de Joods-Amsterdamse diamantair en kunstverzamelaar Andries van Wezel. Van Wezel was als verzamelaar vooral geïnteresseerd in de Franse schilderkunst en bezat onder meer werk van Monet, Corot en Fantin-Latour. De aanwezigheid van het schilderij van Jongkind in de verzameling van Van Wezel kan als tekenend worden gezien voor zijn verwantschap met de Franse schilderkunst uit die tijd. Het is niet bekend wanneer Van Wezel Overschie bij maneschijn verwierf, maar aangenomen wordt dat dit pas na de dood van de kunstenaar is geweest. Daarmee was zijn aankoop exemplarisch voor de late waardering van Jongkind in zijn vaderland.